# Tine Gøtzsche
 Der er for få eller ingen kildehenvisninger i denne artikel, hvilket er et problem. Du kan hjælpe ved at angive troværdige kilder til de påstande, som fremføres i artiklen.

Tine Gøtzsche (født 24. februar 1967 i Holstebro) er journalist, og hun var DR1 TV Avisen's værtinde i perioden 2010-18.

## Opvækst og uddannelse
Tine Gøtzsche voksede op i Langå, hvor hendes forældre havde en tandlægeklinik.
Tine Gøtzsche er ud over sin uddannelse som journalist, erhvervssproglig korrespondent i spansk og fransk og har læst økonomi i Madrid. Hun er således flydende i spansk, fransk, engelsk og tysk.

## Karriere

### Første journalistiske virke
Gøtzsche er uddannet på TV 2/Lorry.

### Ansættelse i DR (1996-2018)
Samme år, som DR2 gik i luften, 1996, kom Gøtzsche til DR.
Hun startede på Temalørdag, hvor hun både har været reporter, tilrettelægger og senere vært. I 2003 begyndte hun på udlandsredaktionen på TV Avisen, og var i to år vært på Profilen frem til programmet lukkede i slutningen af 2006. I en periode var Tine Gøtzsche blandt andet redaktør for natur- og tro-programmerne på DR2, ligesom hun har haft Deadline 2. sektion og flere andre enkeltstående programmer under sig. Heriblandt Danmarks Indsamlingen på DR1. Gøtzsche har siden 2004 også været kommentator på danske og internationale begivenheder, herunder folketingsvalg og kongelige begivenheder. Fra Januar 2008 har hun været fast vært og ideudvikler på DR2 Udland der sendes alle hverdage kl. 19.30 på DR2 og blev i foråret 2010 DR1 TV Avisen's nyhedsoplæsende værtinde.

### Efter bruddet med DR (siden 2018)
Gøtzsches nye arbejdsgiver er Moderator.dk.